# Abadia de Corvey
L'abadia de Corvey (anglès: Stift Corvey; alemany: Fürstabtei Corvey) va ser un monestir benedictí al riu Weser, a 2 km al nord-est d'Höxter, a l'estat del Rin del Nord-Westfàlia, Alemanya. Com a tal, va ser una de les abadies Reichsfreiheit del Sacre Imperi Romanogermànic de la baixa edat mitjana fins a 1792. L'abadia va ser catalogada com a Patrimoni de la Humanitat de la UNESCO el 2014.